# Pecha kucha

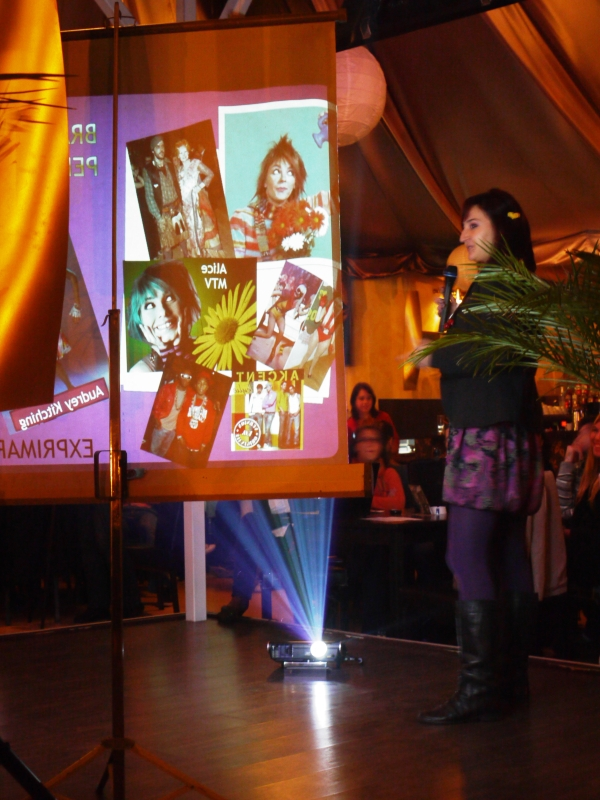
Presentatör på en PechaKucha-kväll på Cluj-Napoca i Rumänien

Pecha kucha (ペチャクチャ) är ett presentationsformat som alltid innehåller 20 bilder, som visas 20 sekunder vardera. Pecha kucha-formatet uppkom i Japan, och har sedan spritt sig världen runt. Uttrycket är onomatopoetiskt och betyder ungefär 'snick-snack'.
Presentationsformen Pecha Kucha föddes på ett arkitektkontor i Tokyo i februari 2003 där två arkitekter, Astrid Klein och Mark Dytham på Klein-Dytham Architecture, hade som avsikt att attrahera folk till SuperDeluxe; deras experimentella eventforum i Roppongi och för att ge möjligheten till unga designer att träffas, visa upp sitt arbete och dela idéer. De hade tröttnat på långa sega dragningar och all den tidsspillan det ledde till. Man beslutade därför att en presentation enligt denna modell ska omfatta 20 bilder där varje bild visas i 20 sekunder. Därmed blir presentationen exakt 6 minuter och 40 sekunder. Det ställer krav på presentatören som därmed måste fokusera på det viktiga.
2004 började ett fåtal städer i Europa att hålla PechaKucha-kvällar, de första av flera hundra städer som sedan dess har hållit liknande event runt om på jorden. 
 Sedan juni 2012 har PechaKucha-kvällar hållits i 534 städer världen över.

## Format
En typisk PechaKucha-kväll innehåller 8 till 14 presentationer. Presentatörerna och en stor del av publiken är oftast från områden som design, arkitektur, fotografi, konst och andra kreativa yrken men även från akademin. De flesta presentatörer är designers vilka visar upp sitt kreativa arbete, men presentatörer kan även tala om resande, forskningsprojekt, studentprojekt, fritidsintressen, samlingar eller andra passioner. Organisatörer i vissa städer har lagt till sina egna variationer till formatet. I Groningen i Nederländerna är två delar givna till ett liveband och de sista tjugo sekunderna av varje presentation innehåller en direkt kritik av presentationen från värdens bisittare. Videokonst har också varit en del av några event.  

## Presentatörer
Kända presentatörer på PechaKucha-kvällar har inkluderat arkitekterna Jun Aoki, Toyo Ito, Rem Koolhaas, designers som Tom Dixon, Ron Arad, Thomas Heatherwick men även komiker som Johnny Vegas och skådespelerskan Joanna Lumley. Dock beror framgången av presentationen endast på presentatörens personlighet och styrkan i hennes eller hans idéer; formatet är jämlikt i det att unga designers och andra möts under samma förutsättningar med globala stjärnor. 

## Protokoll för att starta en PechaKuchakväll
För att starta en PechaKucha-kväll ska potentiella organisatörer kontakta PechaKuchas organisation, och efter en informell ansökningsprocess så sker en "handskaknings-överenskommelse". Det finns inga begränsningar på en PechaKucha-kväll, alla som önskar får delta.